# Agrotis cremea
Agrotis cremea är en fjärilsart som beskrevs av Emilio Berio 1936. Agrotis cremea ingår i släktet Agrotis, och familjen nattflyn. Inga underarter finns listade.